# Krystian Ochman
Krystian Jan Ochman (phát âm tiếng Ba Lan: [ˈkrɨstjan ˈɔxman]; sinh ngày 19 tháng 7 năm 1999), được biết đến với nghệ danh Ochman, là một ca sĩ, nhạc sĩ người Mỹ gốc Ba Lan. Anh nổi tiếng sau khi chiến thắng The Voice Ba Lan mùa thứ 11, đại diện cho Ba Lan tham gia Eurovision Song Contest 2022 với bài hát "River".

## Tiểu sử
Ochman sinh ra ở Melrose, Massachusetts trong một gia đình Ba Lan. Anh bắt đầu học hát trong những năm trung học, bắt đầu bén duyên với nghệ thuật qua vai diễn hoàng tử trong vở nhạc kịch Cinderella. Ochman tốt nghiệp Trường trung học Thomas Sprigg Wootton ở Rockville, Maryland vào năm 2017. Sau khi tốt nghiệp trung học, anh theo học tại Học viện âm nhạc Karol Szymanowski ở Katowice.

## Sự nghiệp

### 2020–2021: The Voice Ba Lan và album "Ochman"
Năm 2020, anh tham gia The Voice Ba Lan mùa thứ 11 với bài hát "Beneath Your Beautiful" của Labrinth và Emeli Sandé, được Michał Szpak và Edyta Górniak tranh nhau để mời về đội. Cuối cùng, anh tham gia đội của Michał Szpak và giành chiến thắng chung cuộc vào ngày 5 tháng 12 năm 2020. Sau cuộc thi, anh ký hợp đồng với Universal Music Polska.
| Vòng                 | Bài viết                       | Nghệ sĩ/Sáng tác                      | Ghi chú                                           |
| -------------------- | ------------------------------ | ------------------------------------- | ------------------------------------------------- |
| Giấu mặt             | "Beneath Your Beautiful"       | Labrinth & Emeli Sandé                | Hai huấn luyện viên xoay ghế, tham gia đội Michał |
| Đối đầu              | "Lovely"                       | Billie Eilish & Khalid                | Chiến thắng trước Weronika Szymańska              |
| Loại trực tiếp       | "Z Tobą Chcę Oglądać Świat"    | Zbigniew Wodecki & Zdzisława Sośnicka |                                                   |
| Trình diễn trực tiếp | "All by Myself"                | Eric Carmen                           |                                                   |
| Tứ kết               | "Tylko poproś mnie do tańca"   | Anna Jantar                           |                                                   |
| Bán kết              | "The Sound of Silence"         | Simon & Garfunkel                     |                                                   |
| Chung kết            | "My Way"                       | Il Divo                               | Song ca với Michał Szpak                          |
| Chung kết            | "Frozen"                       | Madonna                               |                                                   |
| Chung kết            | "Nie Czekaj Mnie w Argentynie" | Zdzisława Sośnicka                    |                                                   |
| Chung kết            | "Światłocienie"                | Ochman                                |                                                   |

Đĩa đơn đầu tiên của anh là "Światłocienie", được biểu diễn lần đầu tại The Voice Ba Lan cuối năm 2020. Bài hát được chứng nhận vàng tại Ba Lan vào ngày 4 tháng 4 năm 2021. Anh phát hành album phòng thu đầu tay là "Ochman" vào ngày 19 tháng 11 năm 2021. Album đạt vị trí thứ 5 trên bảng xếp hạng của Ba Lan vào ngày 3 tháng 3 năm 2022.

### 2022–hiện tại: Eurovision Song Contest
Đầu năm 2022, Telewizja Polska (Truyền hình Ba Lan, TVP) thông báo Ochman sẽ tham gia vòng chung kết Eurovision cấp quốc gia của Ba Lan với bài hát "River". Bài hát được viết bởi Ochman cùng Ashley Hicklin, Adam Wiśniewski và Mikołaj Trybulec. Ngày 19 tháng 2 năm 2022, anh giành chiến thắng tại vòng chung kết quốc gia và đại diện cho Ba Lan tham gia Eurovision Song Contest 2022 tại Turin, Ý. Chung cuộc, anh xếp thứ 12 với 151 điểm.

## Đời tư
Ochman là cháu trai của giọng nam cao người Ba Lan Wiesław Ochman.
Anh mang hai quốc tịch Ba Lan và Hoa Kỳ. Anh ta hiện đang cư trú ở cả Katowice và Warsaw.

## Danh sách đĩa nhạc

### Album phòng thu
| Tên    | Chi tiết                                                                                                   | Thành tích cao nhất | Chứng nhận doanh số đĩa thu âm |
| Tên    | Chi tiết                                                                                                   | POL                 | Chứng nhận doanh số đĩa thu âm |
| ------ | --- | ------------------- | ------------------------------ |
| Ochman | - Ra mắt: 19 tháng 11, 2021 - Hãng đĩa: Universal Music Polska - Định dạng: CD, LP, tải nhạc số, streaming | 5                   | - ZPAV: Vàng                   |

### Đĩa mở rộng
| Tên    | Chi tiết                                                                                          |
| ------ | ------------------------------------------------------------------------------------------------- |
| Ochman | - Ra mắt: 12 tháng 5, 2022 - Hãng đĩa: Universal Music Polska - Định dạng: Tải nhạc số, streaming |

### Đĩa đơn
| Tên                                                                             | Năm  | Thành tích cao nhất | Thành tích cao nhất | Thành tích cao nhất | Thành tích cao nhất | Chứng nhận doanh số đĩa thu âm | Album  |
| Tên                                                                             | Năm  | POL                 | LIT                 | NLD Tip             | SWE                 | Chứng nhận doanh số đĩa thu âm | Album  |
| ------------------------------------------------------------------------------- | ---- | ------------------- | ------------------- | ------------------- | ------------------- | ------------------------------ | ------ |
| "Światłocienie"                                                                 | 2020 | —                   | —                   | —                   | —                   | - ZPAV: Vàng                   | Ochman |
| "Wielkie tytuły"                                                                | 2021 | —                   | —                   | —                   | —                   |                                | Ochman |
| "Wspomnienie"                                                                   | 2021 | —                   | —                   | —                   | —                   |                                | Ochman |
| "Prometeusz"                                                                    | 2021 | —                   | —                   | —                   | —                   |                                | Ochman |
| "Ten sam ja"                                                                    | 2021 | —                   | —                   | —                   | —                   |                                | Ochman |
| "Złodzieje wyobraźni"                                                           | 2021 | —                   | —                   | —                   | —                   |                                | Ochman |
| "River"                                                                         | 2022 | 12                  | 34                  | 26                  | 88                  | - ZPAV: Vàng                   | Ochman |
| "Bittersweet" (featuring Opał)                                                  | 2022 | —                   | —                   | —                   | —                   |                                | TBA    |
| "—" là các đĩa đơn không được phát hành ở quốc gia đó hoặc không được xếp hạng. |      |                     |                     |                     |                     |                                |        |

### Đĩa đơn được quảng bá
| Tên                  | Năm  | Album             |
| -------------------- | ---- | ----------------- |
| "Lights in the Dark" | 2021 | Ochman            |
| "Christmas Vibes"    | 2021 | Non-album singles |

## Giải thưởng và đề cử
| Year | Ceremony                | Category                                                           | Work   | Kết quả |
| ---- | ----------------------- | ------------------------------------------------------------------ | ------ | ------- |
| 2021 | Bestsellery Empiku 2021 | Odkrycia Empiku 2021 — Muzyka (Empik Phát hiện mới 2021 — Âm nhạc) | Ochman | Đề cử   |
| 2021 | Wiktory Awards 2021     | Odkrycie Roku (Gương mặt mới của Năm )                             | Ochman | Thắng   |
| 2022 | Fryderyki 2022          | Album Roku Pop (Album Pop của Năm)                                 | Ochman | Đề cử   |
| 2022 | Fryderyki 2022          | Fonograficzny Debiut Roku (Debut của Năm)                          | Ochman | Đề cử   |